# Bernard Arnault

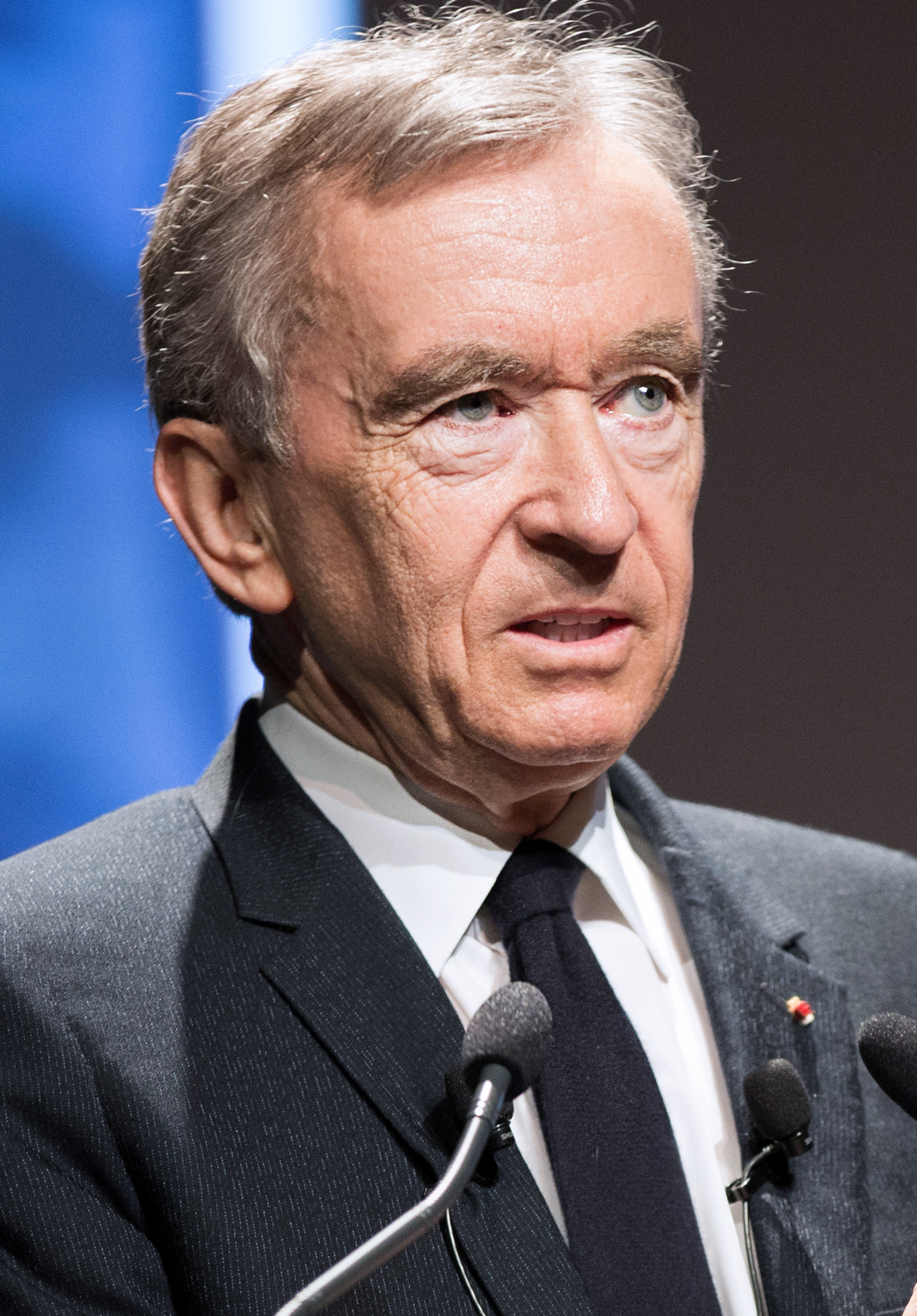
Bernard Arnault (2017)

Bernard Jean Étienne Arnault (* 5. März 1949 in Roubaix, Nord-Pas-de-Calais) ist ein französischer Unternehmer und Milliardär. Auf der vom Wirtschaftsmagazin Forbes Magazine veröffentlichten Liste der reichsten Menschen der Welt 2024 wurde sein Vermögen mit ca. 233 Milliarden US-Dollar angegeben, womit er Platz 1 belegte.
Der studierte Ingenieur ist seit 1985 Mehrheitseigner der Christian Dior S.A. und seit 1989 PDG des Luxusgüter-Konzerns LVMH Moët Hennessy – Louis Vuitton (LVMH), zu dem unter anderem Marken wie der Lederartikel-Hersteller Louis Vuitton, der Champagner-Fabrikant Moët & Chandon und der Cognac-Hersteller Hennessy gehören.
Über seine Holding Groupe Arnault besitzt er 70,4 % der Anteile der Firma Christian Dior sowie über eine Tochtergesellschaft und eigenen Aktienbestand insgesamt fast 47 % der Aktien von LVMH (mit über 64 % der Stimmrechte). Er ist zudem Eigentümer der Wirtschaftszeitung Les Échos.

## Leben
Bernard Jean Étienne Arnault wurde als Sohn von Jean Arnault und Marie-Jo Savinel geboren. Sein Vater betrieb ein Immobiliengeschäft. Nach dem Besuch des Gymnasiums schrieb sich Arnault an der École polytechnique in Paris für Ingenieurwissenschaften ein. Er trat nach Abschluss der Studien 1971 in das väterliche Unternehmen Ferret-Savinel ein. Von 1978 bis 1984 fungierte Arnault als Präsident des Unternehmens.
Großen Erfolg hatte Arnault mit dem Bau von Ferienwohnungen an der Côte d’Azur. Nachdem 1981 die Sozialistische Partei unter François Mitterrand an die Regierung gekommen war, wanderte er in die Vereinigten Staaten aus. Dort setzte er den Erfolg mit Ferienwohnungen – beispielsweise in Palm Beach – fort.
1984 kehrte Arnault aus den USA nach Frankreich zurück. Im folgenden Jahr trat er erstmals als Unternehmer mit seiner Holding Financière Agache (später: Groupe Arnault) ins öffentliche Bewusstsein, als er den angeschlagenen Textilkonzern Boussac/Saint-Frères übernahm, zu dessen Tochterfirmen auch das Modeunternehmen von Christian Dior gehörte. Er sanierte das Unternehmen und verkaufte einen großen Teil.
Anfang 1987 war Arnault maßgeblich am Aufstieg von Christian Lacroix beteiligt, den er ins Modegeschäft brachte. Im selben Jahr kaufte er die Firma Celine auf, die sich auf Lederluxusartikel spezialisiert hatte. Gegen Ende der 1980er Jahre erwarb Arnault zunehmend Anteile der französischen Holding-Gesellschaft LVMH, in der sich das Luxuslederwaren-Unternehmen Louis Vuitton sowie der Champagner- und Cognac-Hersteller Moët Hennessy verbunden hatten.
Als Unterstützer für den stellvertretenden Präsidenten Henry Racamier eingesprungen, hatte Arnault eigenes Interesse am Konzern.
1989 erlangte Arnault zusammen mit der Investmentbank Lazard Frères und dem britischen Spirituosenkonzern Diageo die Anteilsmehrheit bei LVMH und wurde gegen den Willen der Vuitton- und Hennessy-Familienmitglieder Präsident des Konzerns.
Im Jahr 1997 wurde Arnault zum Vorstandsvorsitzenden von Montaigne berufen.
Im Januar 2017 übernahm Bernard Arnault 80 % der Anteile an Rimowa über die amerikanische Beteiligungsgesellschaft L Catterton, im Februar 2021 mit LVMH den deutschen Schuhhersteller Birkenstock.
Im Oktober 2019 wurde Arnault im Rahmen der Eröffnung einer neuen Louis-Vuitton-Produktionsstätte in Texas, bei der auch US-Präsident Trump zugegen war, medial kritisiert. Arnault verteidigte sich, indem er darauf verwies, er sei als Geschäftsmann und nicht als politischer Akteur unterwegs. Louis-Vuitton-Chefdesigner Nicolas Ghesquière hatte Kritik an der Teilnahme Trumps auf seinem Instagram-Profil geübt.
Im Oktober 2023 berichtete Le Monde, dass die Pariser Staatsanwaltschaft gegen Arnault und einen russischen Oligarchen wegen Geldwäscheverdacht bei Immobiliengeschäften in Courchevel ermittelte. Die Staatsanwaltschaft bestätigte dies später, der LVMH-Konzern gab keinen Kommentar ab.

## Kontroversen
2016 wurden die Journalisten von Le Parisien angewiesen, trotz des großen Erfolgs beim Publikum, nichts über den Dokumentarfilm Merci Patron! von François Ruffin zu schreiben, in dem Bernard Arnault kritisiert wurde. Der LVMH Konzern ist seit 2015 Eigentümer von Le Parisien. Die Gewerkschaften Société des journalistes und andere prangerten in einer Erklärung einen „Akt der Selbstzensur“ an.
Im November 2017 veröffentlichte die Zeitung Le Monde eine Untersuchung über die Paradise Papers und das Offshore-Vermögen von Bernard Arnault in acht Steuerparadiesen. Der wütende Bernard Arnault soll daraufhin angeordnet haben, dass der LVMH-Konzern mit allen seinen Tochterfirmen in Zukunft auf jegliche Werbung in der Zeitung Le Monde verzichten wird.

## Privat

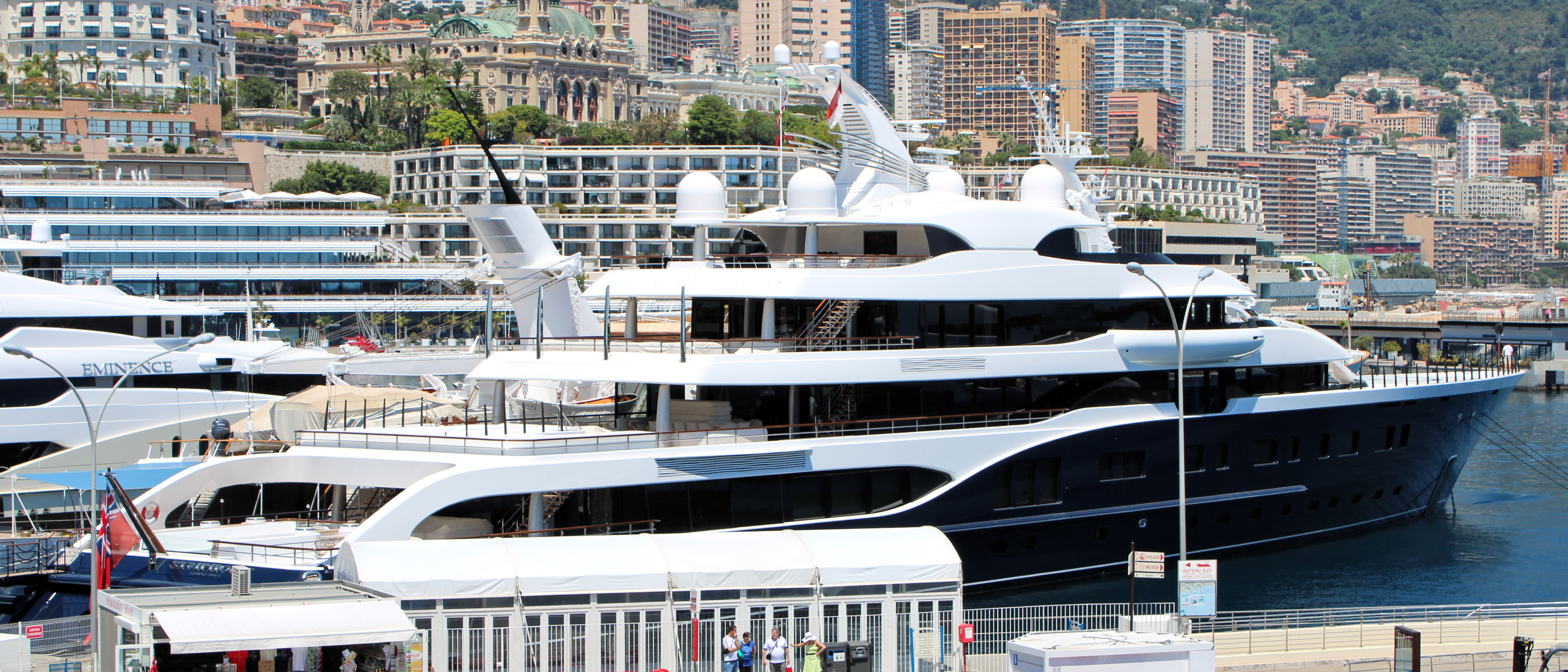
Arnaults Yacht Symphony im Port Hercule

Im Jahre 1973 heiratete er Anne Dewavrin, von der er sich später wieder trennte. Er hat mit ihr zwei Kinder, Delphine und Antoine. Bernard Arnault ist seit 1991 in zweiter Ehe mit Hélène Mercier verheiratet, mit der er drei Kinder hat – Alexandre, Frédéric und Jean. Die Kinder haben alle renommierte Universitäten oder Hochschulen besucht wie London School of Economics and Political Science, Insead, L’École polytechnique, Imperial College London. Sie haben alle leitende Stellungen in der Gruppe Arnault: Délphine, die älteste, leitet Christian Dior als PDG, Antoine leitet die Kommunikation und ist Direktor der Holding, Alexandre hat die Integration der Neuerwerbungen Rimowa und Tiffany geleitet, Jean, der Jüngste, sitzt im Aufsichtsrat der Holding und leitet zusammen mit seinem Bruder Frédéric die Uhrenbranche.
Mit dem Belgier Albert Frère (1926–2018) besitzt Arnault seit 1998 das Weingut Cheval Blanc in Saint-Emilion, eines der größten Grand-Cru-Weingüter in der Bordeaux-Gegend. Er ist ein Freund von Nicolas Sarkozy und war auch dessen Trauzeuge bei der Hochzeit mit Cécilia Sarkozy 1996.
Anfang September 2012 beantragte Arnault die belgische Staatsangehörigkeit. Nachdem ihm vorgeworfen wurde, die hohen französischen Steuern durch einen Wechsel seiner Nationalität umgehen zu wollen, zog er den Antrag 2013 zurück.
Eine wissenschaftliche Studie zum Treibhausgasausstoß von Multimilliardären kam zum Ergebnis, dass Arnauld im Jahr 2018 durch seinen Lebensstil (inkl. Wohnsituation, Yachtreisen, Reisen im Privatjet) mehr als 10.000 Tonnen CO2e freisetzte. Das war die vierthöchste in der Studie festgestellte Menge unter allen 20 untersuchten Milliardären.

## Kunstsammlung
In seinem Büro hängen Werke von Agnes Martin, Pablo Picasso and Yves Klein. Arnaults Sammlung ist reich an Nachkriegs- und zeitgenössischer Kunst und umfasst vor allem hochkarätige Künstler wie Damien Hirst, Pablo Picasso und Andy Warhol. Er war auch daran beteiligt, LVMH Moët Hennessy Louis Vuitton (LVMH) als bedeutenden Kunstförderer in Frankreich zu etablieren. 2006 gründete Arnault die Stiftung Louis Vuitton (französisch Fondation d'entreprise Louis-Vuitton), für die der kanadisch-US-amerikanische Architekt Frank O. Gehry ein Ausstellungsgebäude im Pariser Bois de Boulogne baute.

## Mäzenatentum
The LVMH Prize for Young Fashion Designers wurde als internationaler Wettbewerb ins Leben gerufen, an dem Studierende von Kunsthochschulen teilnehmen können. Jedes Jahr erhält der Gewinner ein Stipendium, um die Gründung seines eigenen Modelabels zu unterstützen und ein Jahr lang von einem Mentor betreut zu werden.
Nach dem Brand von Notre Dame im April 2019 kündigte Arnault an, 200 Millionen Euro für den Wiederaufbau der Kathedrale zu spenden. Im September desselben Jahres schloss Arnault eine Vereinbarung über diese Summe mit der Fondation Notre Dame ab.

## Auszeichnungen
Arnault erhielt 2007 die Auszeichnung eines Kommandeurs (commandeur) und 2011 die eines Großoffiziers (grand officier) der französischen Ehrenlegion sowie den Kommandeursrang des Ordre des Arts et des Lettres.